# التعليم في المكسيك

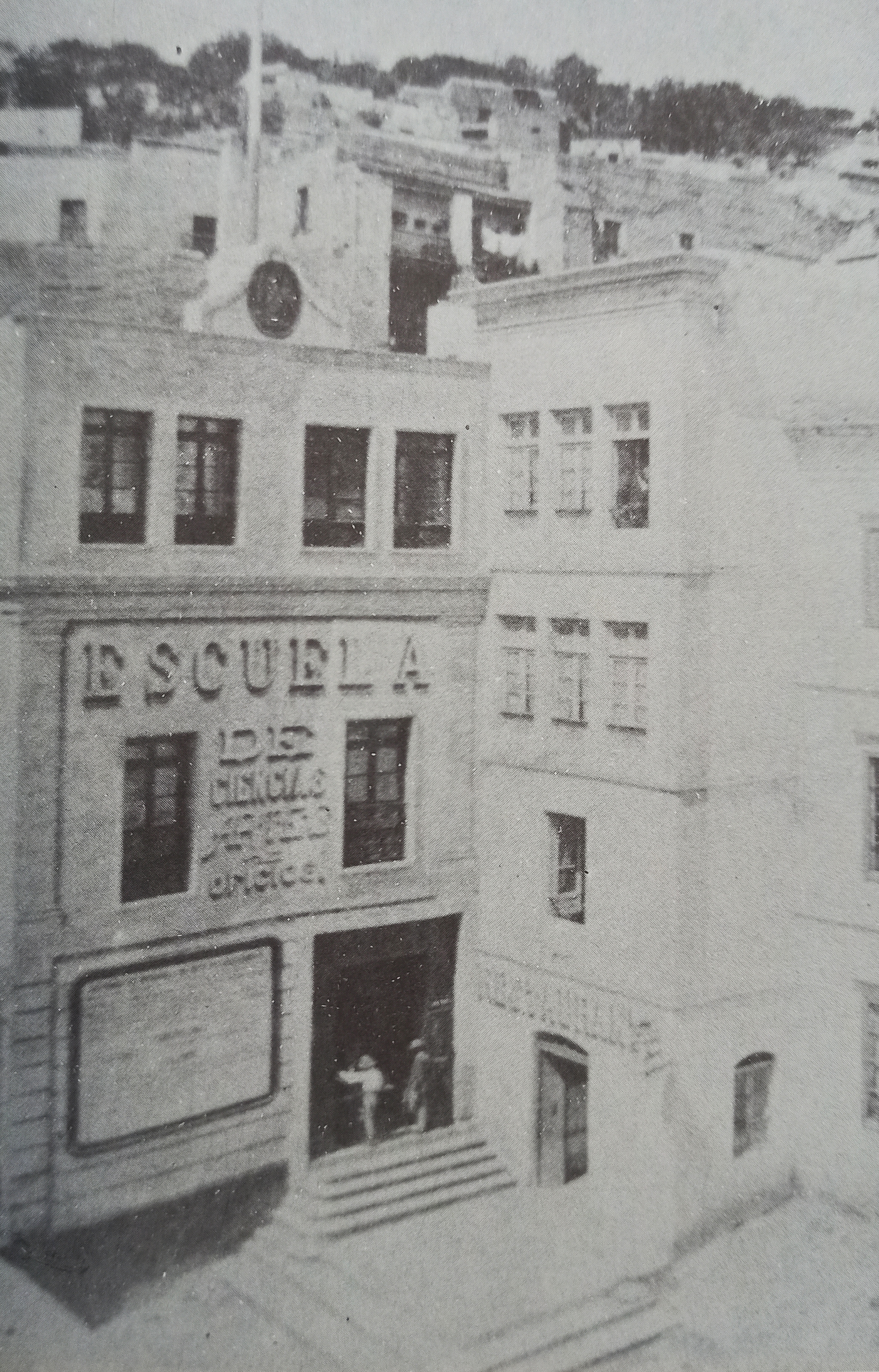
كلية العلوم والفنون والحرف في كلية ولاية غواناخواتو (حوالي 1890). مدينة غواناخواتو بالمكسيك.

للتعليم في المكسيك تاريخ طويل. فقد تأسست الجامعة الملكية والباباوية المكسيكية بمرسوم ملكي في عام 1551، بعد بضعة أشهر من جامعة سان ماركوس الوطنية في ليما. وبالمقارنة، فقد أسست كلية هارفارد، الأقدم في الولايات المتحدة، في عام 1636، ويعود تاريخ تأسيس أقدم جامعة كندية، جامعة لافال، إلى عام 1663. كان التعليم في المكسيك، حتى حلول القرن التاسع عشر، في أغلبه مقتصرًا على الذكور من النخبة الحضرية والأرستقراطية، وخاضعًا لرعاية الكنيسة الكاثوليكية الرومانية في المكسيك.
شاركت الدولة المكسيكية بشكل مباشر في العملية التعليمية منذ القرن التاسع عشر، معززة التعليم العلماني. وقد كانت السيطرة على التعليم مصدر نزاع مستمر بين الدولة المكسيكية والكنيسة الرومانية الكاثوليكية، التي كانت مسؤولة حصريًا عن التعليم منذ الحقبة الاستعمارية. فصل الإصلاح الليبرالي في منتصف القرن التاسع عشر بين الكنيسة والدولة، فكان لذلك أثر مباشر على التعليم. سعى الرئيس بينيتو خواريز إلى زيادة المدارس العامة. وخلال فترة ولاية الرئيس بورفيريو دياز الطويلة، أصبح التوسع في التعليم أولوية في ظل منصب وزاري كان خوستو سييرا يشغله، وقد خدم سييرا أيضًا الرئيس فرانسيسكو الأول في السنوات الأولى من الثورة المكسيكية.
عزز دستور عام 1917 سلطة الدولة المكسيكية في مجال التعليم، ما أدى إلى تقويض قوة الكنيسة الكاثوليكية الرومانية في تشكيل العملية التعليمية للمكسيكيين. وخلال فترة رئاسة ألفارو أوبريغون في أوائل عشرينات القرن العشرين، نفذ وزيره للتعليم خوسيه فاسكونسيلوس توسعة هائلة في إمكانية الوصول إلى التعليم العام العلماني، ووسع إمكانية الوصول إلى التعليم العلماني في المناطق الريفية. وقد تواصل العمل وازداد التوسع تحت إدارة بلوتاركو إلياس كاليس بواسطة مواسيس ساينز. وفي ثلاثينيات القرن العشرين، فرضت الحكومة المكسيكية بقيادة لازارو كارديناس التعليم الاشتراكي في المكسيك وكان هناك تراجع كبير للكنيسة الرومانية الكاثوليكية كمؤسسة. وقد ألغي التعليم الاشتراكي خلال أربعينيات القرن العشرين من قبل إدارة مانويل أفيلا كاماتشو. وافتُتح عدد من الجامعات الخاصة منذ منتصف القرن العشرين. وقد كانت لاتحاد المعلمين المكسيكي (SNTE)، الذي تأسس في أواخر أربعينيات القرن العشرين، قوة سياسية هائلة على المستوى الوطني. وكانت الحكومة الفيدرالية قد أجرت إصلاحات لتحسين التعليم في المكسيك، فقاومها اتحاد المعلمين المكسيكي.
تنظم العملية التعليمية الآن في المكسيك أمانة التعليم العام (بالإسبانية: Secretaría de Educación Pública) (SEP). تضع هذه الوزارة معايير التعليم لجميع المستويات باستثناء الجامعات «المستقلة» التي ترخصها الحكومة (مثل جامعة المكسيك الوطنية المستقلة). يجري اعتماد المدارس الخاصة بالموافقة الإلزامية والتسجيل في تلك المؤسسة. ويحظر التعليم الديني في المدارس العامة، ومع ذلك فإن الجمعيات الدينية تتمتع بحرية الاحتفاظ بمدارس خاصة لا تتلقى أي تمويل عام.
وعلى غرار الأنظمة التعليمية الأخرى، فإن للتعليم مراحل محددة: المدرسة الابتدائية، والمدرسة الإعدادية، والمدرسة الثانوية، والتعليم العالي، والدراسات العليا.
حلّت المكسيك في المرتبة 58 في مؤشر الابتكار العالمي عام 2023، وتقدمت للمركز 56 في مؤشر عام 2024.

## هيكل نظام التعليم الأساسي
في المكسيك، ينقسم التعليم الأساسي إلى 3 مراحل: المدرسة الابتدائية (primaria)، وتتألف من الصفوف 1 إلى 6، والمدرسة الإعدادية (secundaria)، وتتألف من الصفوف 7 إلى 9، والمدرسة الثانوية (preparatoria)، وتتألف من الصفوف 10 إلى 12.
واعتمادًا على التعريفات، فإن التعليم الابتدائي يتألف من المرحلتين primaria  وsecundaria، وهما إلزاميتان بالقانون، بينما يتكون التعليم الثانوي من المرحلة preparatoria، والتي لم تكن إلزامية قبل بضع سنوات، لكنها أصبحت إلزامية هي الأخرى.

### المدرسة الابتدائية
يتوافق مصطلح مدرسة ابتدائية عادة مع مصطلح primaria، والتي تتألف من الصفوف 1 إلى 6، حين يكون سن الطلاب ما بين 6 إلى 12 عامًا. وهي تشكل بداية النظام التعليمي الأساسي الإلزامي. وتكون تلك السنوات الأولى من الدراسة.
اعتمادًا على المدرسة، فقد يتوافر تعليم ثنائي اللغة منذ البداية، فيكون نصف اليوم الدراسي بالإسبانية وبقيته بلغة أخرى.

### المدرسة الإعدادية
يتوافق مصطلح المدرسة الإعدادية عادة مع مصطلح secundaria، والتي تتألف من الصفوف 7 إلى 9، حين يكون سن الطلاب ما بين 12 إلى 15 عامًا. وهي جزء من نظام التعليم الأساسي الإلزامي، بعد المدرسة الابتدائية، وقبل الثانوية (preparatoria).
خلال هذا المستوى، يمكن تدريس المزيد من المواد المتخصصة مثل الفيزياء والكيمياء وتاريخ العالم. وهناك أيضًا دراسات تقنية توفر التدريب المهني، وتعليم إعدادي عن بعد.
رغم أوجه التشابه بين مصطلحي المدرسة الثانوية (Secondary school) ومصطلح secundaria، فعادة ما يترجم المصطلح الأول إلى preparatoria، بينما في دول أخرى كبورتو ريكو، أو عند السكان المتحدثين بالإسبانية في الولايات المتحدة، فمصطلح secundaria يشير إلى الجامعة.

### المدرسة الثانوية
يتوافق مصطلح المدرسة الثانوية عادة مع مصطلح preparatoria أو bachillerato، وهي مرحلة تتألف من الصفوف 10 إلى 12، حين يكون الطلاب في سن 15 إلى 18 عامًا. يمكن للطلاب أن يختاروا أحد برنامجين للمدرسة الثانوية: برنامج أمانة التعليم العام المدمج، وبرنامج جامعي مدمج، وذلك اعتمادًا على الولاية. تتوافر برامج قليلة أخرى في المدارس الخاصة وحسب، كالبكالوريا الدولية التي تعمل بنظام مختلف تمامًا. وعلى أي حال، فحتى يسمح لها بتدريس الطلاب، يجب أن تشتمل على مادة دراسية وطنية على الأقل. وإضافة إلى ذلك، فهناك برامج أخرى مثل البرنامج التكنولوجي والبرنامج التجاري، لإعداد الطلاب لمسيرة مهنية معينة.
تتكون المرحلة الثانوية تقليديًا من 3 أعوام دراسية، مقسمة إلى 6 فصول، ويكون للفصل الأول منهجًا مشتركًا، وتكون الفصول التي تليه أكثر تخصصية، إما في العلوم الطبيعية (كالفيزياء والكيمياء والبيولوجيا وغيرها) أو العلوم الاجتماعية (التجارة والفلسفة والقانون وغيرها). يستخدم مصطلح preparatoria بشكل شائع للإشارة إلى المؤسسات التي تقدم برنامجًا تعليميًا مدته ثلاث سنوات لإعداد الطالب بمعرفة عامة لمواصلة الدراسة في الجامعة. وفي المقابل، يستخدم مصطلح bachillerato غالبًا للمؤسسات التي تقدم تدريبًا مهنيًا، يستمر لعامين أو ثلاثة أعوام، بحيث يمكن للخريج أن يحصل على وظيفة كعامل ماهر، كمحاسب مساعد أو سكرتير ثنائي اللغة أو فني مثلًا. ومن أمثلة المؤسسات التي تقدم هذا النوع من المهارات في المكسيك، الكلية الوطنية للتعليم الفني المهني (Conalep).